# 愛野美奈子
- コードネームはセーラーV > 愛野美奈子
- 美少女戦士セーラームーン > 美少女戦士セーラームーンの登場人物 > 愛野美奈子

愛野 美奈子（あいの みなこ）は、武内直子原作のメディアミックス作品『美少女戦士セーラームーン』に登場する架空の人物で、同作者の漫画作品『コードネームはセーラーV』の主人公。
原作と『Crystal』ではAct.7、初代テレビアニメでは第33話、実写版ではAct.11から登場する。北米版での名前はMina Aino（ミーナ・アイノ）。

## 人物
セーラーヴィーナスに変身する、アイドル志望の活発な少女。ハーフアップにした長い金髪に大きな赤いリボンを飾っている。目の色は青。元祖セーラー戦士・『セーラーV』として初登場した。第1話から『セーラーV』として登場しているものの、正式な加入は主要キャラクター5名の中では最後となった。
港区芝公園の近辺在住。当初は港区立芝公園中学校に通い、後に月野うさぎと同じ都立十番高校に進学した。明るく大らかなお調子者。学校での成績はうさぎ並みに悪いが、運動神経は超人的で体育に限りオールA。中学1年からバレーボール部に所属し、家族構成は両親との3人暮らし。
芝公園中学の制服は、オーソドックスな赤いスカーフの青いセーラー服。原作では東京を中心に活動したが、初代テレビアニメではロンドンに留学してインターポールに協力した時期がある。最初期は頼れる先輩の側面もそれなりに描かれていたが、徐々にうさぎ同様の「明るいおバカ」キャラになった。うさぎとはおバカコンビの演出例も多い。
セーラーV時代から行動を共にする白猫のアルテミスは相棒兼ツッコミ役で、原作と実写版では火野レイとも親しい。原作では英語が苦手だが、初代テレビアニメでは帰国子女なため英語が得意で、間違って覚えた日本のことわざを披露しては仲間に訂正される。しかし何度も悲恋を経験し、大人の恋を経験してもいる。
うさぎに似た容姿・性格とパートナーの猫がいるのは『セーラームーン』の原案『コードネームはセーラーV』の主人公だったことによる。作品世界の統合で単独行動した経歴が入ったが、うさぎとの大きな相違点は「前向きで押しの強い性格」「桁外れの身体能力」。原作・実写版・『Crystal』ではキャラ性の類似を逆手に取ってプリンセスの影武者として登場する。初代テレビアニメでも初代キャラクターデザインの只野和子が「どちらが月のプリンセスなのか」と気を持たせる演出に備え、美奈子の目をうさぎと同じ指定にしたが、ヴィーナス初登場の次の回で本物のプリンセスが登場してしまった。

### プロフィール
プロフィールはほとんど原作のもの
- 誕生日：10月22日
- 誕生石：オパール
- 星座：天秤座（天秤座の守護星は金星）
- 血液型：B型
- 好きな色：赤、黄色
- 好きな食べ物：アイスクリーム、カレー、ラーメン、ギョーザ
- 苦手な食べ物：しいたけ（実写では生クリーム）
- 好きな教科：体育
- 苦手な教科︰数学、英語（初代テレビアニメでは英語は得意）
- 趣味：アイドルの追っかけ
- 特技：遊ぶこと、バレーボール、ゴマすり
- 嫌いなもの：ママ、お巡りさん、ガードマン
- 将来の夢：アイドル
- 好きな宝石︰トパーズ
- 経歴：港区立芝公園中学校→都立十番高校（実写では不明）

### 原作漫画

#### コードネームはセーラーV
港区立芝公園中学校1年生。愛称・自称は「美奈」「美奈P」「Vちゃん」。アイドルの追っかけが趣味の惚れっぽい性格で、将来の夢は大人気アイドル。一目惚れと失恋を繰り返しては「美奈の初恋」を上書きした。親友に空野ひかるがおり、父親は商社マン、母親は専業主婦。ゲーム好きでゲームセンター・クラウンに通う。教育ママの母親に進学塾に通わせられて「クソババア」と煙たがる。過去に怒られた出来事で警察官も苦手。オタクも好きではないがゲームのうまい人は尊敬している。
バスケ部の東センパイに恋をして「綺麗になりたい」と願う普通の中学生だったが、謎の喋る白猫・アルテミスと謎の指令役・ボスとの出会いを通して悪の組織ダーク・エージェンシーと戦うセーラーVに変身。東の好みを「頭におっきなリボンをつけた女性」と知ってリボンをつけるが、東の正体が敵のナルキッソスだったので倒した。
初恋は悲恋に終わるが、赤いリボンの髪飾りをトレードマークにする。以来、美奈子はセーラーVとして変身ペンの通信機能でボスからの抹殺指令を受け取り、真実をうつす「クレッセント・コンパクト」の鏡でダーク・エージェンシーの怪人を倒すこととなる。セーラーV逮捕を任命された警視庁の若手刑事・若木トシオ、セーラーVの隠れファンの警視総監・桜田夏菜に出会った美奈子は、洗脳デパートの四姉妹との戦いで美少年アイドル・最上エース主演のドラマの主人公のはずの快盗Aに救われる。
おかっぴーこと教師の岡本先生の元教え子の斉藤センパイに「だれかとにている」と一目惚れ。ダーク・エージェンシーとの戦いでおかっぴーに変身、斉藤がファーストキスの相手となる。終盤では最上エースと恋に落ちるが、エースの正体はダーク・エージェンシーを率いるダンブライトだった。ダンブライトは美奈子の前世であるヴィーナスの従者・アドニスの記憶を持ちながら前世の世界を滅ぼしたダーク・キングダムに仕え続け、ダーク・キングダムとの戦いに備えて美奈子の力を高める試練を与えていた。
ダンブライトは前世の時代にクンツァイトと惹かれ合っていたヴィーナスに思いを寄せており、「運命の歯車が一つ違えば俺たちが恋に落ちたかもしれない」と言って美奈子のヴィーナス覚醒を促し、『最後の恋占い』にと「君の恋は永遠に叶うことはない。恋か使命か、この究極の選択にもう頭を悩ます必要はない。戦い続ける運命が待っている」と予言を残して消滅する。前世の記憶を思い出した美奈子は宿命を受け入れてセーラーヴィーナスに覚醒、正体を知った桜田夏菜と若木刑事が協力者となる。

#### 原作版セーラームーン
中学2年生に進級。うさぎからの愛称は「Vちゃん」と「美奈P」。うさぎへの愛称は「うさぎちゃん」→「うさぎ」。
クラウンのセーラーVゲームにメッセージを送ってうさぎたちを見守ったが、セーラームーンを襲ったゾイサイトをセーラーヴィーナスの姿で倒し、月の王女『プリンセス・セレニティ』を名乗り登場。
セーラームーンがプリンセス・セレニティに覚醒すると、影武者の正体を明かしてプリンセスを守る「四守護神」のリーダーに復帰。覚醒の翌朝に急激に伸びたうさぎの髪を整えている。仲間を連れて月の「マーレ・セレニタティス」に向かい、廃墟と化した月の王宮で「幻の銀水晶」から作られた「伝説の聖剣」を引き抜いて地球に帰る。四守護神を率いてクンツァイトを倒したが、今度はクイン・ベリルにタキシード仮面を操られ、怒りに燃えてベリルを聖剣で貫いた。セーラームーンがタキシード仮面と心中すると、四守護神を率いて変身ペンと聖剣の力でセーラームーンに命を捧げた。クイン・メタリアを倒したうさぎが地球に帰還すると、セーラームーンの「ムーン・ヒーリング・エスカレーション」で蘇生する。
第2部では、「白い月の一族が災いを呼ぶ」として「これから地球は水瓶座（アクエリアス）の時代になる」と改革を予言した霊媒のカラベラスと対決し、「まだうお座の愛の時代よ」と奮戦。劣勢に立たされるがセーラームーンに救われてブラック・ムーン一族に連れ去られずにすみ、ブラック・ムーンの予言の中の「白い月の一族が災いを呼ぶ」に同調したアルテミスに激怒する。四守護神で唯一クリスタル・トーキョーへの出発に同行し、セーラームーンがプリンス・デマンドから取り返した「未来の幻の銀水晶」を預かる。
第3部ではクレッセント・コンパクトで無限学園の男子生徒に変装し、無限学園在籍のアイドル・羽生美々の生徒限定コンサートに潜入。正体を現したデス・バスターズのミメットの聖体収集を妨害した。カオリナイトの呪術でミメットが復活すると、アイドルになりたい気持ちを利用されて洗脳されかけ、外部太陽系戦士の加勢で事なきを得る。セーラームーンと外部太陽系戦士との接触を禁じたが、シプリンとプチロルとの戦いで「伝説の聖杯」にセーラー戦士のエナジーを注ぎ、セーラームーンをスーパー変身させて自らもスーパー変身を果たす。
第4部では、セーラークリスタルを獲得して変身能力を取り戻した仲間たちに取り残され、「どうせあたしは頼れないリーダーよ！」と拗ねる。デッド・ムーンの罠と知りながらアイドルオーディションに応募し、危うく洗脳されかけたが、人間体のアルテミスにセーラークリスタルを授かってパワーアップ。ネヘレニア戦では鏡の世界に引き込まれてシルバー・ミレニアムとネヘレニアの因縁を思い出し、新しい聖杯を誕生させたセーラームーンの力で金星の王女プリンセス・ヴィーナスに変身。母星の城「マゼラン・キャッスル」のエナジーを聖杯に注いでエターナル変身を果たした。
番外編『レイと美奈子の女子校バトル』によると、うさぎとは思考回路が近く趣味も合い、漫画を貸し借りする仲。謎めいたレイの学園生活に興味を持ち、クレッセント・コンパクトの力でT.A女学園に潜入するが、お嬢様の中で浮いてしまいレイへの劣等感をむき出す。レイに取り憑いた地霊を祓ってからは、レイに悪態をつかれながら仲良くなった。
第5部では十番高校に進級してバレーボール部に入部。スリーライツの夜天光に「正義の味方だが彼氏（キープくん）も欲しい」と答えるが、嘘を見破られて「あたしにはもうとっくに命を捧げたたった一人の人がいるわ」と宣言。レイとともにセーラーティンにゃんこに襲われるが、セーラームーンが駆けつけた矢先にセーラークリスタルを奪われて消滅する。後にセーラーギャラクシアに操られた状態で復活、セーラームーンに倒されるとコルドロンの海に還されてしまった。カオスを受け入れてコルドロンに溶け込んだうさぎに再会し、数年後のエピローグではうさぎと衛の結婚式に出席した。

### 初代テレビアニメ
愛称は「美奈子ちゃん」だが、アルテミスには「美奈」と呼ばれる。正式な登場は第33話だが、序盤から有名人でアイドル的人気があり、セーラーVのゲームやアニメが作られてうさぎ、亜美、レイがアニメスタジオを見学している。セーラーヴィーナスに覚醒した時期は不明。
セーラームーンたちをクンツァイトとゾイサイトから救出して初登場し、アルテミスにプリンセスを名乗らせた。プリンセスの影武者ではなく、仲間にはプリンセスであることを否定した。ただし、『S』第102話では敵に変身ブローチを奪われたうさぎを救おうとセーラームーンに変装して登場。仲間のフォローでごまかし通せたものの明らかに偽者と分かる外見だった。
初登場時はおしとやかなお姉さん的存在だったが、第38話のスキー旅行ごろから本性が現れ始め、『R』の幼稚園事件とナース騒動で「明るいおバカ」化した。時々うさぎもツッコミに回る暴走をし、親父ギャグを言ったり、間違って覚えたことわざを披露するのが定番である（下記の表を参照）。家事に至ってはうさぎ以下の壊滅レベルで、第78話ではナースに扮して風邪を引いた仲間を看病し、塩を入れすぎたお粥をレイに食べさせた挙句にぶちまけたり、オーディオをいじって爆発させ、「これで悪気があったらエスメロードより極悪人よ！」と怒鳴られて叩き出された。
たまにアルテミスが引くほどの人間離れした体力を見せ、月野家の塀の上から二階ベランダにジャンプしたり、爆買いしたエナジードリンクをがぶ飲みして献血をハシゴしたり、ホークス・アイとタイガーズ・アイに二股してデートをかけ持ちし、夢の鏡を覗かれても意識を保ちながら手枷を引きちぎった。いざというときのパワーは、他の戦士の追随を許さないほど高いようである。元々はバレー部員で、男子チームのエース・浅井に憧れていたことがある。白樺高校の見学で出会ったエルザ・グレイにはまことと共に「陸上向き」と評される。
『劇場版R』では仲間と会うまで友達がいなかったとされるが、なかよしのフィルムコミックスでは友達に仲が良い子がいたと知って疎外感を感じたことになっている。
| 言い間違えたことわざ             | 正しいことわざ             |
| -------------------------------- | -------------------------- |
| 杏より梅が安い                   | 案ずるより産むが易し       |
| 二兎を追う者一都六県             | 二兎を追う者は一兎をも得ず |
| 河童の腹くだし                   | 河童の川流れ               |
| 人の振りして我(われ)振り回される | 人の振り見て我が振り直せ   |
| 持つべきものは有名人             | 持つべきものは友           |
| 後悔さっきのタラコ               | 後悔先に立たず             |
| 命短し鯉の滝登り                 | 命短し恋せよ乙女           |
| 明日は明日の風邪をひく           | 明日は明日の風が吹く       |
| ふくすけがお盆に帰ってくる       | 覆水盆に返らず             |
| 猫も歩けば悪党に当たる           | 犬も歩けば棒に当たる       |
| 孫の手も借りたい                 | 猫の手も借りたい           |
| 待てばカイロも温まる             | 待てば海路の日和あり       |
| 先にほればヒットセーフ           | 先んずれば人を制す         |
| 急がば戻れ                       | 急がば回れ                 |
| 春眠あかつちを耕す               | 春眠暁を覚えず             |
| 猫に今晩お邪魔します             | 猫に小判                   |

第36話ではタキシード仮面をさらわれて落ち込んだうさぎの髪をとかし、気分転換させようと美容院に連れ出す。クンツァイトの差し向けた妖魔からセーラームーンに救出され、敵として現れたタキシード仮面に混乱したセーラームーンを気遣った。第37話では、うさぎにしっかりしたプリンセスを望んでいたアルテミスに、「今のうさぎちゃんのままじゃいけないの？」と答えている。
第42話ではロンドン滞在時の仲間だったインターポール捜査官のカタリナに再会し、うさぎだけにロンドンでの過去を明かす。カタリナを「お姉さま」と慕いながらもう一人の仲間・アランに恋をしていたが、ある日妖魔の自爆攻撃に巻き込まれて傷つきながら帰り、知らない内にアランとカタリナが交際していたと知ってそのまま姿を消していた。うさぎの反対を押し切ってクンツァイトに妖魔にされたカタリナを救出し、「アランとお姉様が幸せならそれでいいの」と言いながら思い出の写真を風に流した。
第45話では銀水晶をクイン・ベリルに渡して降伏しようとしたセーラームーンを庇ってマグマに沈められ、DDガールズの一人を倒して戦死した。その後は幻の姿でセーラームーンを励まし、スーパー・ベリルとの戦いで力を貸す。セーラームーンの最後の願いで全てを忘れて本編第1話の日に再転生し、セーラーVでもない普通の少女として過ごしていた。
『R』第47話では同じように記憶をなくした仲間と偶然出会い、友達付き合いを始める。そのまま一般人として過ごしていたが、第48話でルナに記憶を返されて再びセーラーヴィーナスに変身するようになった。第52話では幼稚園児と小学生にセーラーVを過去の人呼ばわりされた上にオバン扱いされて激怒したが、カーディアンに狙われた幼稚園バスに乗り込んで園児を守った。
『S』ではバレー部時代の友人・浅井努に恋をするが、浅井とマネージャーの交際を知って失恋する。しかしダイモーンにピュアな心の結晶を奪われた浅井を救うため、セーラーヴィーナスの姿で得意の回転レシーブを披露して浅井がその正体に気付くこととなった。第109話では仲間の中で自分だけがピュアな心の結晶を狙われていないと気付き、自分にもピュアな心の結晶があると証明しようと爆買いしたエナジードリンクをがぶ飲みして献血をハシゴし、ユージアルにピュアな心の結晶を抜き取られる。普通はすぐ意識を失うはずが、奇声を発してピュアな心を取られまいと全力疾走し、ビルの地下駐車場で力尽きたがすぐさま復活してセーラーヴィーナスに変身、普通に戦った。
『SuperS』では、第141話で大学生に化けたタイガーズ・アイとホークス・アイの2人に言い寄られたのをいいことに二股をかける。同日同時刻のデートを全力疾走で掛け持ちしたものの二股がバレ、怒った2人に封印を施されて夢の鏡を覗きこまれるが、何やら恐ろしい物を見た様子の2人には「生かしておいたら世のためにならない」とまで言われるものの、騙されて怒った美奈子は自力で封印を解除してセーラーヴィーナスに変身し、怒りの猛攻撃を加えた。
『スターズ』では高校生活が描かれ、スリーライツの夜天光に夢中になる。夜天の入浴を想像して鼻血を出しながら「あたしもネコになりた〜い」と発言した。その後も月野家で星野光のバスタオル一枚の姿を目撃して「ラッキーしちゃったね」と発言した。スリーライツの正体を知ってギャラクシアとの最終決戦を控えた頃、アイドルオーディションの一次審査に合格。一度は夜天に非難されたが夜天が審査に参加した最終審査に合格する。しかし念願のアイドルデビューは辞退した。終盤ではスターシードを抜かれて消滅するが、心を取り戻したギャラクシアにスターシードを返されて復活する。その後、同様に復活した火球王妃と共にキンモク星へ帰還するスターライツを見送った。

### 実写版
原作やアニメ版とは人物像が大幅に異なり、ティーンエイジャーに大人気でうさぎとまことも大ファンの、スーパーアイドル歌手という設定になった。外見は黒い髪のロングヘアで赤いリボンはつけない。代わりに帽子をよく被り、変身後に原作・アニメと同じ姿になる。しかし、病気で余命いくばくもなく、前世からの使命に忠実になるあまり、意地っ張りで頑固な性格になっている。最初からうさぎを呼び捨てし、後半まで仲間を戦士名で呼んでいた。
当初は「芸能人の愛野美奈子」と認識されてフルネームで呼ばれていた。プリンセスを守る影武者の使命を果たすために仲間と距離を置き、中々合流しようとしなかった（自身の寿命が残りわずかな為、みんなを悲しませたくない心情もある様子）。また、前世の悲劇を繰り返さないようにうさぎと衛を引き離そうとクンツァイトやゾイサイトと一時的に結託したり、うさぎ達にダークマーキュリーとなった亜美を倒せと指示するなど、非情に徹する部分もあり、かなり複雑なキャラクターとなっている。
残された時間を前世の使命に使うために大好きな歌をやめようとしたが、レイのアイドルデビュー（実際は所属事務所の斉藤社長との狂言）に反応し、セーラー戦士同士のゲーム対決番組に参加する。ゲームを通して仲間とはしゃぎ合い、セーラー戦士の繋がりが前世だけではないと気付いて歌い続けることにした。
仲間の輪に交ざり始めた矢先に体調が急変し、レイを次のリーダーに指名して最終決戦前に病死してしまうが、最終話で幻の銀水晶の力で蘇る。スペシャル版「Special Act」によると、その後もトップアイドルとして活躍している。
なお、OPやキャラクターソングのジャケットなどでは制服姿が見られるが、作中で学校に通っている描写は無い。

### ミュージカル版
唯一主役級として登場した初演の『ダーク・キングダム復活編』では、クンツァイトが化けた斉藤訓先輩と恋に落ちる。その際に歌われた「並木道の恋」は、その後『コードネームはセーラーV』における斉藤センパイとの恋を描いた話の着想元となり、同話のタイトルに「並木道の恋」が使用された。
性格設定は「ミイラ取りがミイラになる」ということわざを間違えるなどアニメ版に近く、「決戦／トランシルバニアの森」では、レイからセーラーVの時以来彼氏（アラン）が居ないと言われており、アニメ版の設定を残している。
ネルケ版では、セーラーVがアニメ化されなかったことを不満がる場面がある。第三作ではテレビアニメと同じくセーラームーンに変装し、ヴィーナスに変装したちびムーンを連れて登場した。

### 『Crystal』版
設定・行動は原作とほぼ同じだが、第3期までは明るくミーハーな性格は見せない。太陽系内部戦士のリーダーとしての印象が強く、ダーク・キングダム四天王のクンツァイトとの因縁がより強調されており、自分自身で決着を付ける為に単独でクンツァイトと戦おうとするといった行動に出たこともある。
四天王と自分たち四守護神の戦士が恋愛関係にあったことを唯一覚えており、四天王と交戦した際にそのことを打ち明け、彼らを倒すことを躊躇している。

## セーラーヴィーナス（セーラーV）
金星を守護星に持つ愛と美の戦士。月のプリンセスを守る四守護神のリーダー。プリンセスの影武者（ダミー）でもある（初代テレビアニメ版は除く）。本編の1年前にセーラーVとして目覚め、月の王国を滅ぼしたダーク・キングダムとの戦いで暗躍しながらセーラームーンを見守った。チェーンタイプのムチを操り、ミュージカルでは敵に「スピードはヴィーナス」と分析された。
決め台詞は「愛の天罰、落とさせて頂きます！」。コスチュームの色はオレンジ（原作は黄色）。インディゴの胸のリボンと黄色い腰のリボン（実写版のみオレンジ）、変身前と同じリボンの髪飾り、アンクルストラップのハイヒール、丸い石のピアス（原作・『Crystal』では赤、初代テレビアニメ・実写版では黄色）を着用。襟の白い線は全作共通で1本。
原作漫画、『Crystal』シリーズ
チェーンベルトと幻の銀水晶の剣「伝説の聖剣」を持つ。原作第3部、『Crystal』及び『Eternal』の決め台詞は「美の星！金星を守護にもつ愛の戦士！セーラーヴィーナス！」。名乗りシーンの背景は、『Crystal』と『Eternal』では金星とピンクのカーネーションの花。前世のプリンセス・セレニティからの愛称は「ヴィー」。セーラーVゲームのメッセージでセーラームーンを見守り、その窮地を救って『プリンセス・セレニティ』を名乗った。セーラームーンがセレニティに覚醒すると、影武者の正体を明かして四守護神のリーダーに復帰する。
初代テレビアニメ
指先から光線を出して光のムチを操る。決め台詞に「金星に代わって、愛の奇跡を見せてあげる！」もあるが使用頻度は少ない。名乗りシーンの背景はオレンジのレース模様。『R』第56話の歌舞伎調名乗りは「仮面の伝説過去のもの、その素顔も美しい！最後に登場、美少女戦士はセーラーヴィーナス！」。戦闘経験豊富で普段は頼もしい存在。情報を集めたり、戦士で一番スピードが早い攻撃で敵の攻撃を止める、戦闘時には指示を出す、などセーラー戦士としての力も一流。
実写
ハートの石と宝珠のチェーンをつけた髪飾りと、チェーンベルトを装備。決め台詞は「愛と美の戦士、セーラーヴィーナス！金星にかわっておしおきよ！」。途中参戦が多いにもかかわらず、抜群のリーダーシップでセーラー戦士の司令塔として活躍。総合的な戦闘力ではほぼ最強で四天王も一目置くほどだが、病気で実力を発揮しきれずに活躍は少ない。
アイテム
変身ペン（初代テレビアニメ無印）
セーラーヴィーナスの変身アイテム。仲間の変身ペンと同じ形の黄色いペン。金色のキャップに守護星マーク入りの楕円の輪を飾っている。
ラブのチェーンベルト（原作漫画、実写、『Crystal』）
ヴィーナスの腰のチェーンベルトで、エナジーをまとわせてムチにする。はずすと必殺技「ヴィーナス・ラブ・ミー・チェーン」に使用し、攻撃だけではなく敵の武器を奪うなど用途は多い。
白の丸いフレームをはめた赤い宝珠のチェーンベルトだが、『Crystal』ではフレームがない。原作第2部と第3部ではチェーンの中間部分にハートのフレームが入れ替わっている（新装版第2部では第1部と同じ丸いフレームに修正）。
初代テレビアニメ
未登場で、「ヴィーナス・ラブ・ミー・チェーン」は光のハートの鎖を生成して使用する。
実写
金の丸いフレームをはめた赤い宝珠の腰のアクセサリー。武器として扱われることがあり、妖魔を殴るだけでなく、クンツァイトやダークマーキュリーの剣の攻撃も防ぐことができる。必殺技「ヴィーナス・ラブ・ミー・チェーン」の発動時にはエナジーをまとった太くて長い光のムチにして敵を攻撃する。
スターパワースティック（原作漫画第2部、初代テレビアニメ『R』中期〜『SuperS』初期、『Crystal』）
セーラーヴィーナスの新しい変身アイテム。ネイルボトルをイメージしたステッキで、金の星型のキャップに守護星マーク入りの石を飾っている。カラーはオレンジか黄色。放送当時はネイルスティックとして玩具販売された。スターパワーを持っていたが、第3部でコズミックパワーに交換した。
通信機（原作漫画第2部以降、初代テレビアニメ『R』・『S』）
美奈子が身につけるブレスレット型通信機。カラーはオレンジ。見た目はクリスタルスターのミニチュア版だが、幻の銀水晶の代わりに守護星マークを飾っている。「美少女戦士な通信機」の名前で玩具販売された。
ビデオ通話のように鏡部分の液晶画面で仲間と通信でき、反応があると守護星マークを光らせる。
ジュエリースターブレスレット（実写）
実写版の変身アイテム。普段は銀のブレスレット。仲間たちのものと同じく、ネオ・クイーン・セレニティの王冠に似た飾りがついている。
セーラーヴィーナスに変身するとピンクの帯型に変化し、力を使うとはちみつ色の宝石が光る。仲間たちの銀のフレームとは異なり、宝石の周りに金のフレームが刻まれている。
変身携帯テレティアS（実写）
美奈子が身につけるセーラー戦士専用のピンクの携帯電話。通信機兼変装アイテムで、撮影・登録した服に着替えることができ、セーラーVのコスチュームを登録している。
伝説の聖剣（原作漫画第1部、『Crystal』、実写Act Special、ネルケミュージカル）
プリンセスを守るための金の聖剣。
原作
ダイヤモンドも砕く「幻の銀水晶」の刃を持つ。暗黒を貫いて願いを叶える力がある。四守護神のリーダーのヴィーナス専用武器。
ヴィーナスの手で月の廃墟の台座から引き抜かれた。クイン・ベリルを貫くと真の姿を現してクイン・メタリアの封印方法が浮き上がる。セレニティの自害とセーラームーンの心中にも使われたが、四守護神の命をムーンに届けた。壊れてはいないが第2部以降登場しない。
実写
クイーン・セレニティがセーラー戦士に送った「戦士の魂」と呼ばれるアイテム。引き抜くと金色の光の粒に変わり、1日だけ変身アイテムと武器を再現した。
『Crystal』
今作のみ銀の聖剣。みんなで月の廃墟の台座から引き抜き、四守護神の命をセーラームーンに届けた。第3期の「ヴィーナス・ウインク・チェーン・ソード」使用時に召喚する。
セーラースタータンバリン（実写）
先端の宝石ははちみつ色。専用の技はないが五光星のエネルギーを連射する。最終決戦ではセーラーマーズが使用。
ヴィーナス・デッガーズ（実写）
セーラースタータンバリンが変化した、二本で一対の両刃の短剣。本編で使用することはなかったが、Special Actで初めて使用する。戦うことができないレイの力に自分の力をあわせて召喚した。
備考
セーラー戦士で唯一苗字に守護星の文字を持たないが、美奈子の名前を音読みするとビーナスに近い「びなす」になる。ヴィーナス→美奈子の語呂合わせは、1970年代に連載開始した月刊プリンセスの少女漫画『悪魔の花嫁』に登場した女神ヴィーナスの生まれ変わり・伊布美奈子で登場。神話の世界の金星を司るのは愛と美の女神で（ローマ神話のヴィーナス、ギリシャ神話のアフロディーテ、バビロニア神話のイシュタルなど）、金星の英語名もアフロディーテと同一神のヴィーナスから取られた。「金野」ではなく「愛野」の苗字もここから取材されている。
守護星マークの金星の惑星記号は手鏡で自分の姿を映す女神ヴィーナスの図案化で、原作のセーラーVは手鏡（コンパクト）からクレッセント・ビーム&ブーメラン&愛のクレッセント・シャワーを出した。「三日月パワー」「クレッセント・ビーム」「月のプリンセスの影武者」の設定は、金星の満ち欠け現象を発見したガリレオ・ガリレイがケプラーへの手紙の追伸に「愛の神々の母はダイアナを真似る（＝金星が月のように満ち欠けする）」という暗号を残した故事がモチーフ。「セーラーV」のアルテミスが金星と月を双子惑星と呼ぶ。
占星術上の金星は愛と美、喜びと調和を司る星とされ、女性を象徴するために男性の象徴の火星とペアで扱われる場合がある。美奈子の天秤座は金星の支配星。美奈子の性格は占星術上の天秤座B型女性の特徴と合う点が多く、「明るいムードメーカー」などの性格が共通する。

### その他の形態

#### セーラーV
ボスとアルテミスの導きで最初に変身した姿。『コードネームはセーラーV』、原作漫画第1部、初代テレビアニメ無印に登場。セーラームーンの出現後に姿を消した。
赤い仮面、額に輝く三日月の印、セパレートの青いアーマー入りの服がトレードマーク。リボンは胸が赤、腰が青。実写版『Act.ZERO』では青いヒールを履いているが、ワンカットだけ白いスニーカーのような靴を履いている。
『コードネームはセーラーV』
ヴィーナスのイニシャルのVをコードネームにしたセーラー服美人戦士として登場。愛称は「Vちゃん」。決め台詞は「コードネームはセーラーV！正義の使者！セーラー服美人戦士！！セーラーヴィーナス参上！！」または「コードネームセーラーV！セーラーヴィーナス参上！」。実は愛と美の女神アフロディーテの化身である「誰よりも強くキレイな女の中の女」。
アイテム
変身ペン（『コードネームはセーラーV』、原作漫画第1部・2部、番外編『ちびうさ絵日記』、『Crystal』）
アルテミスにもらった変身アイテムのペン。アンテナの通信機能でボスからの指令をもらう。司令室入り口のセーラーVゲームとリンクし、クリア状況をアラームで知らせる。
透明のキャップに三日月マークとアンテナがついている。スーパーコンピューターを搭載し、自動筆記で真実を記す。カンニングに使われた。
クレッセント・コンパクト（『コードネームはセーラーV』、原作漫画第1部・第3部、番外編ちびうさ絵日記、番外編受験戦争編、『Crystal』第3期）
真実の姿を映す魔力を持つ三日月のコンパクトミラー。妖魔の醜い真実の姿を映したコンパクトの鏡から浄化光線を出す。月の光をあてる充電が必要で、充電をサボって電池切れすると鏡が黒く変色して使えなくなる。
敵を切り裂くブーメランカッターに変形したり、うさぎの変装ペンと同じ変装アイテムにもなる。初代テレビアニメ版セーラームーンのティアラのように、空中に飛ばして光のシャワーをふりまくこともできる。初代テレビアニメでは登場しないが、幻の銀水晶の玩具のケースとして販売された。
ヴィーナス・マイク（『コードネームはセーラーV』）
一度しか使わなかったマイク型のアイテム。ステージに立ったセーラーVが、新曲発表のアイドルの気分で超音波攻撃「ヴィーナス・百億ボルト・ロックンルージュ」を発射した。
みかづきカッター（実写、『Crystal』）
実写版で登場するセーラーVの専用武器。手裏剣のように使う小型のブーメラン。クレッセント・コンパクトと同じデザイン。

#### スーパーセーラーヴィーナス
セーラーヴィーナスのパワーアップ形態。原作漫画第4部、初代テレビアニメ『SuperS』、劇場版『Eternal』に登場。強化した武器「愛のムチ」を獲得。原作ではスーパーセーラームーンの力で、初代テレビアニメではペガサスの力でパワーアップした姿。
腰のリボンが伸び、ハートのブローチ、肩の透明なフリルを追加。初代テレビアニメではこの姿から赤いピアスを装備。
アイテム
ヴィーナス・クリスタル（原作漫画第4部、『Eternal』）
スーパー形態とエターナル形態の変身アイテム。人間体のアルテミスに与えられたハートの形の宝石。カラーははちみつ色。ヴィーナスのセーラークリスタル。
クリスタルチェンジロッド（初代テレビアニメ『SuperS』中期以降）
ペガサスの力でスターパワースティックが変化した変身アイテム。けん玉に似たピンクのステッキで、守護星マークと薔薇の花の鎖を浮かべたオレンジの水晶玉（クリスタルパワーオーブ）を乗せている。
愛のムチ（原作漫画第4部、劇場版『Eternal』）
スーパーセーラーヴィーナスの専用武器。ラブのチェーンベルトが変化したバラの形の宝珠のチェーンベルトで、必殺技「ヴィーナス・ラブ・アンド・ビューティ・ショック」の発動時に使用する。原作第4部Act.41と第13巻カバーイラストなどではハートの宝珠になっている。
『Eternal』では技の発動時にだけ生成する。オレンジ色のバラの花で飾られた赤い宝珠のチェーンベルトであり、敵に当たると花びらを散らす。
対戦格闘ゲームでは愛のムチで敵を鞭打つ場面がある。基本的にはラブ・ミー・チェーンと同一視できる。『美少女戦士セーラームーンSuperS 真・主役争奪戦』では黄色いハートの鎖になっている。

#### プリンセス・ヴィーナス
原作漫画第4部、劇場版『Eternal』に登場。新しい聖杯の誕生で、ヴィーナスが金星のプリンセスとして目覚めた姿。金星にセーラープリンセスの城「マゼラン・キャッスル」を持つ。
赤いバラを乗せた黄色いリボンの髪飾り、シースルーのスカートを帯で巻いたマーメイドドレス、戦士姿と同じハイヒールを着用。ドレスの肩紐にもリボンを飾っている。
実写
月のプリンセスに目覚める前のセーラームーンを守るため、月のプリンセス「プリンセス・ヴィーナス」を演じて敵の目を欺いた姿。三日月の紋章を額に飾り、偽物の幻の銀水晶のティアラを被っている。
アイテム
クリスタル・ティアラ（実写）
実写版でかぶった幻の銀水晶のティアラ。幻の銀水晶は偽物で爆弾。ネフライトに奪われて爆発・消滅した。

#### エターナルセーラーヴィーナス
原作漫画第5部、劇場版『Eternal』に登場。太陽系のプリンセスの城のエナジーを集めた聖杯で変身した最終形態。
宝石類は星型に統一。エターナルセーラームーンのように肩の透明な球体、二重スカート、腰の紐状のリボン、白いロングブーツを着用。

### 変身呪文
ムーン・パワー！トランスフォーム！（『コードネームはセーラーV』）
セーラーVの変身呪文。変身ペンをかかげて呪文を叫ぶ。
三日月・パワー！トランスフォーム！（『コードネームはセーラーV』）
クレッセント・コンパクトでなりたいものに変装（変身）する呪文。原作第3部では変身呪文は使わないが、無限学園生徒への変装で久々に使用。
ヴィーナス・パワー！メイクアップ！（原作漫画第1部、初代テレビアニメ無印、実写、『Crystal』第1期）
セーラーヴィーナスの最初の変身呪文。
原作漫画
変身ペンをかかげて叫び、光に包まれて変身する。
初代テレビアニメ
「ヴィーナス・パワー！」と叫んで変身ペンのキャップを光らせ、「メイクアップ！」でキャップの守護星マークを回転させる。ペンから噴き出した星の光のリボンを新体操のように回し、リボンが下に落ちると星の渦が噴き上がって美奈子の体を包む。着替え終わってポーズを決めると、愛と美の女神の誕生を表す海の泡沫が背景に浮き上がる。
『Crystal』
変身ペンを光らせてペンを回し投げるように手放し、光のマニキュアを塗ってペンを掴み取る。ペンから飛ばした金のリボンに包まれてスケートのように回り、リボンが弾けると噴き上がった星屑を浴びて着替える。変身完了すると守護星マークを額に浮かべて光のティアラをつけ、光る金星の前でポーズを決める。
実写
他の四戦士より変身が長く、演出も特殊。Vサインを作って「ヴィーナス・パワー！」と叫びながらサイン同士を交差させ、ジュエリースターブレスレットを変形させてマニキュアを塗ると、レオタードの服装でステージに立つ。髪を撫でながら「メイクアップ！」の声でジャンプし、光るリボンの中で宙返りしてスカートをつけ、モデル歩きして着替えていく。最後に黒い髪を光る風にあてて金色に染め、リボンの髪飾りをつけて光の中でポーズを取る。
ヴィーナス・スターパワー！メイクアップ！（原作漫画第2部、初代テレビアニメ『R』中期〜『SuperS』初期、『Crystal』第2部）
スターパワーで強化したセーラーヴィーナスの変身呪文。
初代テレビアニメ
「ヴィーナス・スターパワー！」と叫びながら光のマニキュアを塗り、「メイクアップ！」で手のひらに飛んできたスターパワースティックを掴み、キャップの守護星マークを回転させる。基本動作はヴィーナス・パワーと同じだが、変身完了後のレースのエフェクトの中でポーズを決めると背景に守護星マークと陽射しが浮き上がる。
『Crystal』
ヴィーナス・パワーの演出を引き継いでいる。
ヴィーナス・プラネットパワー！メイクアップ！（原作漫画第3部、『Crystal』第3期）
プラネットパワーで強化したスーパーセーラーヴィーナスの変身呪文。
原作漫画
変身アイテムを使用せず、手を掲げて呪文を叫ぶ。
『Crystal』
スターパワーと同じくスターパワースティックを使用。初代テレビアニメに寄せた演出だが、スティックから飛び出た星屑の中でスケートのように滑り、噴き上がった星屑を浴びる。
ヴィーナス・クリスタルパワー！メイクアップ！（原作漫画第4部、初代テレビアニメ『SuperS』、劇場版『Eternal』）
クリスタルパワーで強化したスーパーセーラーヴィーナス（エターナルセーラーヴィーナス）の変身呪文。
原作漫画
手をかかげて叫び、胸の中のヴィーナス・クリスタルを光らせる。
初代テレビアニメ
マニキュアを塗った手でクリスタルチェンジロッドを握り、「ヴィーナス・クリスタルパワー！」の声でクリスタルパワーオーブをロッドに飛ばし、「メイクアップ！」でオーブの紋章を回す。基本動作はスターパワーと同じだが、変身完了後に耳にかかった髪をかきあげる動作が追加され、ポーズを決めると薔薇のハートの紋章が背景に浮き上がる。
『Eternal』
原作と同じ設定だが、プラネットパワーと初代テレビアニメのクリスタルパワーを混ぜた演出となっている。守護星マークと薔薇のハートを重ねた紋章に手を重ね、光のマニキュアを塗ってハートのエフェクトを飛ばすと、星屑を散らすリボンを指から飛ばし、スケートのように滑って体に絡める演出が追加された。

### セーラーヴィーナスの必殺技
クレッセント・ビーム（初代テレビアニメ、『コードネームはセーラーV』）
原作漫画
セーラーV時代のみの必殺技。敵の醜い正体を映したクレッセント・コンパクトの鏡から浄化光線を出し、敵を溶かして消滅させる。
初代テレビアニメ
セーラーヴィーナスの初期技。向かい合い重なる二つの三日月が海の中で泡立つイメージの中、人差し指に力を込めて金色の熱光線を撃ち出す。
初使用時にはクンツァイトを負傷させたが、その後の成功率は低め。マーズやジュピターの必殺技と合体させることが多い。
劇場版『R』では熱光線を放つ指先のアップから始まり、そのまま周囲一帯を薙ぎ払って敵を一掃した。
クレッセント・ブーメラン（原作漫画、実写、『コードネームはセーラーV』、『Crystal』。実写ではクレッセント・カッター）
原作漫画
ブーメランカッターに変形させたクレッセント・コンパクトを飛ばして敵を切り裂く。
原作第1部でもゾイサイトに使用し、第2部と第4部の番外編にも登場した。
ゲーム
3DO対戦格闘ゲームではV字の光のブーメランを回転させて投げる技として登場。
実写
技名は言わないが、三日月カッターをブーメランのように投げる。敵の行動と攻撃を阻み、敵の道具を壊すこともある。
『Crystal』
ヴィーナスの初期技。オレンジに光る三日月のブーメランを投げ飛ばし、連続攻撃も可能。
ヴィーナス・ラブ・ミー・チェーン（原作漫画、初代テレビアニメ、実写、『Crystal』全てに登場。初代テレビアニメでは『R』以降）
原作漫画
ラブのチェーンベルトに光のエナジーをまとわせて振り回す攻撃。原作初登場時の掛け声は「愛のムチよ！目をさましなさい！ヴィーナス・ラブ・ミー・チェーン！」。
原作第3部では攻撃だけでなく人々の洗脳を解く回復技としても使用。
初代テレビアニメ
クレッセント・ビームの光をハートの鎖に変化させ、新体操のリボンのように回して操る。どんな角度からでも敵を攻撃でき、遠くの物を動かしたり、敵の拘束・撹乱などにも使える。また、自身や仲間を救うことも可能。
セーラームーンへの変装時は「必殺！ラブ・ミー・ムーン・チェーン！」に一時改名して使用した。アーケードゲームの「ヴィーナス・ラブ・ミー・チェーン」のアニメーションはこの技のリメイクしたものである。
実写
腰のチェーンベルトを鎖状の長いムチに変えて振り回す。Act.35ではクンツァイトの攻撃を跳ね返すほどの防御力を示した。
『Crystal』
ラブのチェーンベルトで敵を縛りながら金色の光を流す。第3期でもラブのチェーンベルトを使うが、動作は初代テレビアニメをリメイクした演出に変更された。
ローリング・ハート・バイブレーション（原作漫画、実写、『Crystal』）
原作漫画
両手の間にエナジーのハートを作り、震えさせて渦巻きにして放つ。原作初登場時の掛け声は「わが愛の星・金星よ！愛の力を！」。
ゲーム
初代テレビアニメ版のアーケードゲームでは新規アニメーションで、体を抱きしめてピンクのハートの輪を生み出す。
スーパーファミコン版では両手の間からハートの光弾を連射する。
3DO対戦格闘ゲームでは両手の間から幾つものエナジーのハートを生み出して相手の近距離攻撃を防ぐ。
実写
戦士の力に目覚めた技で、Act.46に一度だけ使用。胸の前で手をハートの形にしてハートの輪を連射する。命中した最強の妖魔を震わせて吹き飛ばし、その勢いでクイン・メタリアを分離させるほどの威力を見せた。
『Crystal』
第2期で初登場。金色のハートの輪を両手から回し投げる。
クレッセント・ビーム・シャワー（初代テレビアニメ『R』前半）
クレッセント・ビームの強化技。人差し指の先に力を込めて熱光線を空高く発射し、光のシャワーを降らせる。カーディアン・ギガロス戦で「園児たちを守りたい」という強い気持ちから生み出した。
ヴィーナス・ウインク・チェーン・ソード（原作漫画第3部、初代テレビアニメ『S』OP、『Crystal』第3期）
原作漫画
プラネット・パワーで獲得した技。エナジーをまとわせたラブ・ミー・チェーンを光の剣に変化させて投げ飛ばす。
初代テレビアニメ
『S』のOPにのみ登場し、本編未使用。右手にラブ・ミー・チェーンを引っ張り、左手でもう1本のチェーンを振って投げ放し、2本のチェーンが違う角度から対象を斬り裂く。
ゲーム
スーパーファミコン版の対戦格闘ゲームではラブ・ミー・チェーンを振り上げ、地面から光の剣を打ち上げる。
プレイステーション版とセガサターン版の対戦格闘ゲームでは黄色い光の玉を手から出してラブ・ミー・チェーンを地面に叩きつけ、光の剣を打ち上げる。
スーパーファミコン『ANOTHER STORY』では光の剣を投げる。
『Crystal』
ウインクで作ったエナジーのハートを伝説の聖剣に変え、ハンマー投げのように投げ飛ばすと、幾つものラブ・ミー・チェーンに変わりながら敵を貫く。
ミュージカル
『美少女戦士セーラームーン -Amour Eternal-』では四方八方からラブ・ミー・チェーンを敵に直撃するエフェクトが見られる。
ヴィーナス・ラブ・アンド・ビューティ・ショック（原作漫画第4部、初代テレビアニメ『SuperS』、劇場版『Eternal』）
原作漫画
「無敵の金星の女神の愛のムチ！！うけてみよ！！」と唱えながらエナジーを込めた愛のムチで敵を攻撃する。
初代テレビアニメ
右手のひらに浮かべたヴィーナスの紋章から滾る星屑を取り出してオレンジのリップにし、ウインクと投げキッスでエナジーのハートを作ると、空気中で増やして一度に発射する。
一般的には複数のエナジーのハートをひとつに合わせて発射する技。セーラーティンにゃんこにはあっさり避けられてしまった。スピードが強化されて無数のハートを飛ばすこともでき、大勢の敵に有効。
『Eternal』
初代テレビアニメの演出と原作漫画の設定が混ざり、投げキッスからエナジーのハートを作って投げると、オレンジ色のバラ型のチェーンに変わって攻撃する。
ヴィーナス・ラブ・アンド・ギャラクティカ・ショック（原作漫画第5部、劇場版『Cosmos』）
原作漫画
セーラーギャラクシアの部下に生まれ変わった時の技で、「ヴィーナス・ラブ・アンド・ビューティ・ショック」と同じ技だが鎖の形が異なる。
『Cosmos』
投げキッスからエナジーのハートを作ると、複数のハートをひとつに合わせて回転させながら発射する。回るハートが標的に当たると激しい星屑を発生させる。
怒りのクレッセント・ビーム乱れ撃ち（初代テレビアニメ『SuperS』141話にのみ登場）
タイガーズ・アイとホークス・アイに騙されたと知って使用したクレッセント・ビームの強化技。怒りを込めた人差し指に巨大な光を灯して振りかざし、凄まじい熱光線の雨を降らせる。『コードネームはセーラーV』の「愛のクレッセント・シャワー」から引用。
ヴィーナス・ビーム（実写）
名前は叫ばず、唇に当てた指先に力を込めて金色のビームを発射する。指先から発射し続けるが、短いビームを2連射する場合もある。発射寸前に一瞬だけ指先を光らせた時も。初登場時はゾイサイトを撃退した。
OPにも登場。胸の前で両手をハート型に組み、唇に指をあてると右手を光らせて金色のビームを撃つ。
空中地獄車（メガドライブ版ゲームのみ）
相手を掴みながら地面を転がった後、空高く蹴り飛ばす。
ヴィーナス・キック（アーケードゲームのみ）
初代テレビアニメ版の新規アニメーションで、ジャンプしながら蹴りを繰り出す技。
セーラームーンへの変装時に繰り出す技「セーラー・キック」のリメイクしたものである。
チェーン・エクスプロシブ（対戦格闘ゲームのみ）
相手に大ダメージを与える超必殺技。ラブ・ミー・チェーンを素早く地面に叩きつけて光の波動を起こす。

### セーラーVの必殺技
『コードネームはセーラーV』に登場したセーラーVの必殺技。
セーラーV・キック（第1巻Vol.2）
ただのキック。話によってはキックキックと連発される。
愛のクレッセントシャワー（第1巻Vol.4）
「ヴィーナスパワー！愛のクレッセント・シャワー！！降らせて頂きます！」と叫ぶ。クレッセント・ビームに耐えてすさまじい悪臭を放つプチ・パンドラに使用。クレッセント・コンパクトを空中に飛ばして光のシャワーを降り注がせる。
セーラーV・チョップ（第1巻Vol.6）
左チョップ。
ローリングスクリュー・セーラーVパンチ（第2巻Vol.7）
ハワイ旅行に行くはずがギリシャに行ってしまった恨みを込めたアッパーパンチ。
クレッセント・スーパービーム（第2巻Vol.8）
クレッセントコンパクトから発射するクレッセント・ビームの強力版。スーパーがつくのは、憧れの斉藤センパイのキスに舞い上がって「ターボ全開バリバリ」だから。
Vちゃん式もみだしセーラーVチョップ（第2巻Vol.9）
デブリーネ戦で使用した、瘦身エステをイメージした空手チョップ。「効く」らしい。
クレッセント・スレンダービーム（第2巻Vol.9）
クレッセント・ビームの対デブリーネバージョン。技名はただのノリである。
ヴィーナスサルファスモーク（第3巻Vol.11）
強烈な匂いを発する技。セーラーVによると「神聖な金星の大気の匂い」らしいが、あまりいい匂いではない様子。
ヴィーナスアイアンマッスルパンチ（第3巻Vol.11）
左ストレートパンチ。
「Vちゃん・打ち刀」で切腹の刑（第3巻Vol.12）
夢の結婚引退計画をおじゃんにされたセーラーVの怒りの必殺技。切腹と言いつつ、握っていた打ち刀で敵を両断した。
ヴィーナス印蚊取り線香台風（第3巻Vol.13）
かゆみに効く必殺ジフェンヒドラミン配合の蚊取り線香を召喚し、そのにおいをパワーに乗せて放つ。
ヴィーナス百億ボルト・ロックンルージュ（第3巻Vol.14）
新曲を披露するアイドルのつもりで、一回限りの新アイテム「ヴィーナス・マイク」から超音波攻撃をお見舞いした。
ヴィーナス愛のメガトンシャワー（第3巻Vol.15）
「愛のクレッセント・シャワー」の強化バージョン。

## キャスト
声優
- 深見梨加（初代テレビアニメ版）
  - 住友七絵（第163話 / 『SuperS』第36話代役）

- 伊藤静（Crystalシリーズ）

女優
- 小松彩夏（実写ドラマ版）
- 鈴木奈々（バンダイミュージカル版・初代）
- 征矢千鶴（バンダイミュージカル版・2代目）
- 中谷果夏（バンダイミュージカル版・三代目）
- 宮沢明子（バンダイミュージカル版・4代目）
- 小谷美裕（バンダイミュージカル版・5代目）
- 稲田奈緒（バンダイミュージカル版・6代目）
- 中村有希（バンダイミュージカル版・7代目）
- 村田あゆみ（バンダイミュージカル版・8代目）
- 渡部瑞貴（バンダイミュージカル版・9代目）
- 渋谷桃子（バンダイミュージカル版・10代目）
- 絵梨華（バンダイミュージカル版・11代目）
- 坂田しおり（ネルケミュージカル版・12代目）
- 長谷川里桃（ネルケミュージカル版・13代目）
- 樋口日奈（乃木坂46ミュージカル版・Team MOON）
- 中田花奈（乃木坂46ミュージカル版・Team STAR）※Team MOONとのダブルキャスト
- 星波 / 中西裕胡 / 後藤紗亜弥（THE SUPER LIVE）※トリプルキャスト
- 阿部菜々恵 / 中西裕胡（ショーレストラン SHINING MOON TOKYO）※ダブルキャスト
- 田村真佑（乃木坂46ミュージカル・2019年版）